# Shadows of Life (film 1913)
Shadows of Life è un cortometraggio muto del 1913 diretto da Phillips Smalley e Lois Weber.

## Produzione
Il film fu prodotto dalla Rex Motion Picture Company.

## Distribuzione
Distribuito dall'Universal Film Manufacturing Company, il film - un cortometraggio in due bobine - uscì nelle sale cinematografiche statunitensi il 9 ottobre 1913.